# David Tomlinson
David Cecil MacAlister Tomlinson (Oxfordshire; 7 de mayo de 1917 - Buckinghamshire; 24 de junio de 2000) fue un actor británico, conocido por desempeñar el papel del padre de familia George Banks en la película Mary Poppins y el del profesor de la academia de brujería, Emelius Browne en Bedknobs and Broomsticks (La bruja novata en España o Travesuras de una bruja en Hispanoamérica).

## Biografía
Nació el 7 de mayo de 1917 en Henley-on-Thames, Oxfordshire, Inglaterra. Hijo de Clarence Samuel Tomlinson (1883-1978), un respetado abogado londinense, y Florence Elizabeth, de soltera Sinclair-Thomson (1890-1986). Asistió a la Tonbridge School y la abandonó para unirse a la Guardia de Granaderos durante 16 meses. Su padre luego le consiguió un trabajo como empleado en Shell Mex House.
Su carrera evolucionó de las producciones de aficionados a su debut cinematográfico en la película de 1941 Quiet Wedding. Su carrera se interrumpió cuando se alistó durante la Segunda Guerra Mundial como Teniente de Vuelo en la RAF. Durante la guerra, aprendió a volar en Canadá y fue asignado como instructor de vuelo en el Reino Unido, apareciendo también en tres películas más.

## Trayectoria
De temprana vocación, Tomlinson se ganó su puesto en la escena recorriendo los teatros de Londres antes de la guerra, llegando a trabajar de botones y a alistarse en el ejército por falta de trabajo. Finalmente fue el cine, con 50 filmes en los que nunca hizo de villano, lo que encauzó su carrera.
Tomlinson interpretó a Philip Rowe, uno de los tres aviadores británicos que escaparon de un campo de prisioneros de guerra alemán, en la película británica de 1950 The Wooden Horse. No obstante, la popularidad de Tomlinson proviene de una película en la que él mismo no confiaba: Mary Poppins (1964). Walt Disney contrató a Tomlinson para que interpretara el papel del marido de Glynis Johns, junto con Julie Andrews y Dick Van Dyke. Tomlinson pensaba que el film era «un melodrama condenado al fracaso», pero finalmente Mary Poppins le valió una carrera como actor de películas dirigidas al público infantil. Posteriormente realizó el papel del hechicero Emilius Browne en la película musical de Disney Bedknobs and Broomsticks (La bruja novata), película que también cuenta con las canciones de los Hermanos Sherman. A lo largo del resto de su carrera cinematográfica, Tomlinson nunca se alejó mucho de las comedias. Su último papel cinematográfico fue en la película de Peter Sellers The Fiendish Plot of Dr. Fu Manchu, después de lo cual se retiró, a los 3 años para pasar más tiempo con su familia. Sin embargo, en 1992, a los 75 años, apareció en el programa de entrevistas Wogan junto con Tommy Cockles. Tomlinson falleció en 2000 a la edad de 83 años después de sufrir un derrame cerebral repentino. Fue enterrado en los terrenos de su propiedad en Mursley, Buckinghamshire.

## Filmografía
- Quiet Wedding (1941)
- School for Secrets (1946)
- Master of Bankdam (1947)
- Fame Is the Spur (1947)
- Warning to Wantons (1948)
- Easy Money (1948)
- Miranda (1948)
- Broken Journey (1948)
- My Brother's Keeper (1948)
- Sleeping Car to Trieste (1948)
- Here Come the Huggetts (1948)
- Landfall (1949)
- The Chiltern Hundreds (1949)
- Helter Skelter (1949)
- Marry Me (1949)
- Vote for Huggett (1949)
- The Wooden Horse (1950)
- So Long at the Fair (1950)
- The Magic Box (1951)
- Hotel Sahara (1951)
- Calling Bulldog Drummond (1951)
- Castle in the Air (1952)
- Made in Heaven (1952)
- Is Your Honeymoon Really Necessary? (1953)
- All for Mary (1955)
- Tres hombres en un bote (1956)
- Carry on Admiral (1957)
- Further Up the Creek (1958)
- Up the Creek (1958)
- Follow That Horse! (1960)
- Tom Jones (1963)
- Mary Poppins (1964)[8]
- The Truth About Spring (1964)
- The Liquidator (1965)
- The City Under the Sea (1965)
- The Love Bug (1968)[8]
- La bruja novata (1971)[8]
- Bons baisers de Hong Kong (1975)
- Wombling Free (1977)
- The Water Babies (1978)
- Dominique (1978)
- The Fiendish Plot of Dr. Fu Manchu (1980)